# 케빈프린스 보아텡
케빈프린스 보아텡(영어: Kevin-Prince Boateng, 1987년 3월 6일 ~ )은 가나의 은퇴한 축구 선수이다. 주 포지션은 공격형 미드필더였다. 그의 이복 남동생은 독일 축구 국가대표팀에서 활약한 제롬 보아텡이다.

## 국가대표팀 경력
청소년 대표팀은 독일에서 뛰었지만, 2010년 FIFA 월드컵에서는 가나 대표로 참가하였다.
독일의 15세 이하 대표팀부터 뛰어 21세 이하 대표까지 뛰었지만, 2010년에 가나 대표로 발탁되었다. 특히 미국과의 월드컵 16강전에서는 득점을 하면서 가나의 사상 첫 8강 진출을 견인하였다.

## 수상 내역
토트넘
- 2007-08 풋볼 리그 컵 우승

 포츠머스
- 2009-10 FA컵 준우승

 AC 밀란
- 2010-11 세리에 A 우승
- 2011년 수페르코파 이탈리아나 우승
- 2011-12 세리에 A 준우승